# Gonatista grisea
Gonatista grisea är en bönsyrseart som beskrevs av Fabricius 1793. Gonatista grisea ingår i släktet Gonatista och familjen Liturgusidae. Inga underarter finns listade i Catalogue of Life.